# Crepidium chlorophrys
Crepidium chlorophrys är en orkidéart som först beskrevs av Heinrich Gustav Reichenbach, och fick sitt nu gällande namn av Dariusz Lucjan Szlachetko. Crepidium chlorophrys ingår i släktet Crepidium, och familjen orkidéer. Inga underarter finns listade i Catalogue of Life.